# Bleed It Out
Bleed It Out is een nummer van de Amerikaanse rockgroep Linkin Park. Het nummer werd in augustus uitgebracht als de tweede single van het derde studioalbum Minutes to Midnight.

## Achtergrondinformatie
Bleed It Out is samen met Hands Held High de enige twee nummers op het album dat rapvocalen van Mike Shinoda bevatten. Daarnaast is het een van de drie nummers dat gevloek bevat, een van de punten waarmee de nieuwe koers van de band blijkt. Het nummer is de tweede single dat vloekwoorden bevat, voorgelopen door Numb/Encore met Jay-Z waarop alleen Jay-Z vloekte. Bleed It Out is het op een na kortste nummer van het album; Wake, het kortste nummer, is echter een instrumentaal intronummer. De single wordt het nummer tijdens live-uitvoeringen verlengd door een intro met het gitaarspel, een drumsolo door Rob Bourdon na de brug, en een verlenging van de gitaarsolo die aan het eind wordt gespeeld. Bij sommige optredens wordt na de gitaarsolo het tempo verhoogd tot een climax. Bleed It Out werd voor het eerst live gespeeld in de Webster Hall in New York op 11 mei 2007. Ook was het te zien tijdens een aflevering van Saturday Night Live. Op de MTV Video Music Awards van 2007 werd het nummer gespeeld met een door hiphop-beïnvloede introductie door producer Timbaland. Het had een kort verlengde outro en vele lasereffecten. De uitvoering op Live Earth staat op de cd/dvd Live Earth - The Concerts for a Climate in Crisis en was daar de leadsingle van.
Volgens Linkin Park was het doel van Minutes to Midnight om plezier te hebben, waar dit nummer het van bewijs is. De gitaarriff is per ongeluk ontstaan doordat gitarist Brad Delson met zijn gitaar bezig was. Om deze riff heen heeft de band het nummer gemaakt, herkenbaar aan de drums in de motownstijl. Vandaar dat dit nummer als demo de tijdelijke titel Accident kreeg. Tijdens het schrijven van de teksten werden de concepten meerdere malen afgewezen bij bijeenkomsten van de band waarbij de songteksten werden beoordeeld. Dit leidde tot irritatie bij Shinoda waardoor hij bij een herschrijving als titel "Re-f***ing-write" had gezet.

## Commerciële ontvangst
Direct na het uitkomen van Minutes to Midnight, bezette Bleed It Out op basis van downloads de 97ste plaats in de Amerikaanse Billboard Hot 100, samen met Given Up (#99). Na de release kwam het tot de 52ste plek in de lijst. Ook deed het nummer het goed in de Amerikaanse rockcharts. In de Billboard Modern Rock Tracks behaalde het de tweede plaats en in de Billboard Mainstream Rock Tracks bezat het de derde plek. Het nummer bereikte verder de vijfde positie in Portugal en de zevende positie in Nieuw-Zeeland. Het nummer deed het in vergelijking met de vorige single What I've Done matig.

## Videoclip
Tijdens Live Earth bevestigde de band dat de opnames voor de videoclip afgerond waren.
De bijbehorende videoclip is geregisseerd door Joe Hahn, die de meeste van Linkin Parks videoclips heeft geregisseerd. De clip bestaat uit een continue filmopname, geschoten door een camera die voor de band, die op een plateau speelt, rondzweeft. Om hen heen is een enorm bargevecht aan de gang met allerlei Aziatische mensen. Het gevecht, in tegenstelling tot het optreden van de band, speelt zich achterstevoren af. Het optreden van de band is voor een groen scherm opgenomen om de effecten goed in beeld te kunnen brengen.

## Tracklist
Alle muziek en teksten zijn geschreven door Linkin Park. 
| Nr. | Titel                            | Duur  |
| --- | -------------------------------- | ----- |
| 1.  | Bleed It Out                     | 02:44 |
| 2.  | What I've Done (Distorted Remix) | 03:47 |
| 3.  | Given Up (Third Encore Session)  | 03:08 |

| Nr. | Titel                           | Duur  |
| --- | ------------------------------- | ----- |
| 1.  | Bleed It Out                    | 02:46 |
| 2.  | Given Up (Third Encore Session) | 03:08 |

| Nr. | Titel                            | Duur  |
| --- | -------------------------------- | ----- |
| 1.  | Bleed It Out                     | 02:46 |
| 2.  | What I've Done (Distorted Remix) | 03:50 |
| 3.  | Given Up (Third Encore Session)  | 03:08 |

| Nr. | Titel                            | Duur  |
| --- | -------------------------------- | ----- |
| 1.  | Bleed It Out                     | 02:44 |
| 2.  | What I've Done (Distorted Remix) | 03:47 |

| Nr. | Titel        | Duur  |
| --- | ------------ | ----- |
| 1.  | Bleed It Out | 03:40 |

| Nr. | Titel        | Duur  |
| --- | ------------ | ----- |
| 1.  | Bleed It Out | 02:46 |

## Medewerkers
Linkin Park
- Chester Bennington: vocalen
- Rob Bourdon: drum, percussie
- Brad Delson: leadgitaar
- Joseph Hahn: programmering, sampling
- Phoenix: basgitaar
- Mike Shinoda: ritmisch gitarist, keyboards, vocalen, producer, remixer

Overig
- Productie door Rick Rubin en Mike Shinoda
- Engineer: Andrew Scheps, Ethan Mates en Dana Nielsen, assistent engineer: Phillip Broussard, Jr.
- Studioproductie coördinator: Stephanie Ludoor, albumproductie coördinator: Lindsay Chase
- Opgenomen in The Mansion in Laurel Canyon en de NRG Studios, gemixt in de Paramount Studios
- Gemixt door Neal Avron
- Protoolsengineer: Erich Talaba
- Gemasterd door Dave Collins at Collins Audio, Brian "Big Bass" Gardner
- A&R: Tom Whalley, A&R-coördinatie: Liza Joseph & Trish Evangelista
- Opname: Dylan Ely, Ken "Pooch" van Druten

Emily Armstrong · Chester Bennington · Rob Bourdon · Colin Brittain · Brad Delson 
Dave Farrell · Joe Hahn · Scott Koziol · Mike Shinoda · Mark Wakefield